# トパーズ (1969年の映画)
『トパーズ 』（Topaz）は、 アルフレッド・ヒッチコックの監督による1969年公開のアメリカ映画。1968年から1969年にかけて製作された。原作はレオン・ユリスのベストセラー小説である。

## あらすじ
東西冷戦の真っ只中、ソ連のKGB副長官の要職にある人物がアメリカへ亡命を企て、彼の証言からキューバに対しソ連がミサイルの搬入をしている事実が発覚する。キューバ危機の始まりであった。CIAは先のピッグス湾事件でキューバに対するコネをなくしていたため、フランス情報部のデベロウ（フレデリック・スタフォード ）にキューバ潜入を依頼することとなる。主人公はフランスの諜報機関に席をおく「アンドレ(フレデリック・スタフォード)」で、家族は妻「ニコール（ダニー・ロバン）」と娘「ミシェル（クロード・ジャド）」と娘の夫の「フランソワ（ミシェル・シュボール）」とニューヨークで過ごす計画だった。 なお、標題の「topaz」とは旧ソ連に通じたフランス高官をさすコードネームという。

## 出演
| 役名                     | 俳優                       | 日本語吹替                                                                                | 日本語吹替                                    | 日本語吹替 |
| 役名                     | 俳優                       | フジテレビ版                                                                              | TBS版                                         | BD版       |
| ------------------------ | -------------------------- | ----------------------------------------------------------------------------------------- | --------------------------------------------- | ---------- |
| アンドレ・デベロウ       | フレデリック・スタフォード | 納谷悟朗                                                                                  | 羽佐間道夫                                    | 中村秀利   |
| マイケル・ノードストロム | ジョン・フォーサイス       | 家弓家正                                                                                  | 岡部政明                                      |            |
| ニコール・デベロウ       | ダニー・ロバン             | 小原乃梨子                                                                                | 松島みのり                                    | 仲村かおり |
| ファニタ・デ・コルドバ   | カリン・ドール             | 鈴木弘子                                                                                  | 吉田理保子                                    | 水野ゆふ   |
| リコ・パラ               | ジョン・ヴァーノン         | 滝口順平                                                                                  | 渡部猛                                        | 廣田行生   |
| ジャック・グランヴィル   | ミシェル・ピコリ           | 寺島幹夫                                                                                  | 宮田光                                        | 山内健嗣   |
| アンリ・ジャール         | フィリップ・ノワレ         | 嶋俊介                                                                                    | 加藤正之                                      |            |
| ミケーレ                 | クロード・ジャド           | 渡辺知子                                                                                  | 水沢有美                                      |            |
| フランセス・ピカード     | ミシェル・シュボール       | 納谷六朗                                                                                  | 徳丸完                                        |            |
| 不明 その他              | N/A                        | 千葉耕市 赤沢衿子 石井敏郎 森功至 加藤正之 藤城裕士 千葉順二 稲葉まつ子 島田彰 荘司美代子 | 野本礼三 田口昂 広瀬正志 小島敏彦 大滝進矢 他 |            |
| 日本語版制作スタッフ     |                            |                                                                                           |                                               |            |
| 演出                     | 演出                       | 山田悦司                                                                                  | 左近允洋                                      |            |
| 翻訳                     | 翻訳                       | 山田実                                                                                    | 額田やえ子                                    |            |
| 効果                     | 効果                       | 赤塚不二夫 PAG                                                                            |                                               |            |
| 調整                     | 調整                       | 栗林秀年                                                                                  |                                               |            |
| プロデューサー           | プロデューサー             |                                                                                           | 熊谷国雄                                      |            |
| 制作                     | 制作                       | グロービジョン                                                                            | グロービジョン                                |            |
| 解説                     | 解説                       | 高島忠夫                                                                                  | 荻昌弘                                        | N/A        |
| 初回放送                 | 初回放送                   | 1974年3月15日 『ゴールデン洋画劇場』                                                      | 1984年6月11日 『月曜ロードショー』            | 2012年発売 |

- TBS版 - U-NEXTにて配信（約93分）。